# Ely Tacchella
Ely Tacchella (Neuchâtel, 1936. május 25. – 2017. augusztus 2.) svájci labdarúgóhátvéd.
A svájci válogatott tagjaként részt vett az 1962-es és az 1966-os labdarúgó-világbajnokságon.